# Westlife (album)
Westlife este albumul de debut al trupei irlandeze Westlife. A fost lansat pe 1 noiembrie 1999 în Regatul Unit și conține trei single-uri, "Swear It Again", "If I Let You Go" și "Flying Without Wings", toate ocupând locul 1 în topurile britanice. Albumul a intrat în topurile britanice pe locul 2, cu puțin peste 83.000 de exemplare vândute, cu 1.000 mai puțin decât locul 1, ocupat de albumul Spectacular al lui Steps. A fost pe locul 8 în topul celor mai bine vândute albume din Regatul Unit pe anul 1999 și s-a vandut în peste patru milioane de exemplare la nivel mondial. Albumul a petrecut 74 de săptămâni (un an și cinci luni) în topul UK Top 100 Albums.
Peste ocean a fost lansat în Statele Unite în 2000 cu lista melodiilor modificată și adăugand melodia "My Private Movie". Rămâne singurul album Westlife de până acum care să intre în topurile americane, ocupând locul 129 în Billboard 200. De asemenea, a urcat până pe locul 15 în Australia. "More Than Words", o interpretare a melodiei trupei Extreme, a fost lansat ca single în Brazilia, unde a ocupat locul 2. În luna decembrie a aceluiași an single-ul dublu "I Have a Dream/Seasons in the Sun" a devenit single-ul numărul 1 de Crăciun. În martie 2000 al cincilea și ultimul single de pe album, "Fool Again", a fost lansat și a debutat tot pe locul 1. Prin aceasta, Westlife a avut 5 single-uri numărul 1 de pe același album în mai puțin de un an, un record neînvins până astăzi.

## Melodii

### Versiunea internațională
| Piesa Nr. | Titlu                         | Durată |
| --------- | ----------------------------- | ------ |
| 1         | Swear It Again                | 4:12   |
| 2         | If I Let You Go               | 3:45   |
| 3         | Flying Without Wings          | 3:39   |
| 4         | I Have A DreamA               | 4:09   |
| 5         | Fool Again                    | 3:57   |
| 6         | No No                         | 3:17   |
| 7         | I Don't Wanna Fight           | 5:06   |
| 8         | Change the World              | 3:11   |
| 9         | Moments                       | 4:17   |
| 10        | Seasons in the Sun            | 4:11   |
| 11        | I Need You                    | 3:51   |
| 12        | Miss You                      | 3:55   |
| 13        | More Than Words               | 3:56   |
| 14        | Open Your Heart               | 3:40   |
| 15        | Try Again                     | 3:37   |
| 16        | What I Want Is What I've Got  | 3:33   |
| 17        | We Are One                    | 3:44   |
| 18        | Can't Lose What You Never Had | 4:26   |
| 19        | Story of LoveB                | 3:54   |

Note:
- AI Have A Dream nu a fost inclusă pe varianta britanică/irlandeză dar a fost inclusă mai târziu pe albumul Coast to Coast
- BStory of Love poate fi găsită numai pe varianta japoneză a albumului.

### Versiunea americană
| Piesa Nr. | Titlu                         | Durata |
| --------- | ----------------------------- | ------ |
| 1         | Swear It Again                | 4:12   |
| 2         | Can't Lose What You Never Had | 4:26   |
| 3         | I Don't Wanna Fight           | 5:04   |
| 4         | My Private Movie              | 4:07   |
| 5         | Flying Without Wings          | 3:37   |
| 6         | If I Let You Go               | 3:43   |
| 7         | Fool Again                    | 3:55   |
| 8         | No No                         | 3:15   |
| 9         | Miss You                      | 3:53   |
| 10        | Open Your Heart               | 3:40   |
| 11        | We Are One                    | 3:44   |
| 12        | I Need You                    | 3:49   |
| 13        | More Than Words               | 3:55   |

## Clasări și certificări

### Topuri săptămânale
| Clasament (1999–2000)                    | Poziție |
| ---------------------------------------- | ------- |
| Belgian Albums (Ultratop Flanders)       | 5       |
| Dutch Albums (MegaCharts)                | 8       |
| Europe (Eurochart Hot 100)               | 10      |
| Finnish Albums (Suomen virallinen lista) | 40      |
| German Albums (Media Control)            | 55      |
| Irish Albums (IRMA)                      | 1       |
| New Zealand Albums (Recorded Music NZ)   | 5       |
| Norwegian Albums (VG-lista)              | 1       |
| Swedish Albums (Sverigetopplistan)       | 5       |
| Swiss Albums (Schweizer Hitparade)       | 25      |
| UK Albums (OCC)                          | 2       |
| US Billboard 200                         | 129     |

| Clasamaent (1999) | Poziție |
| ----------------- | ------- |
| UK Albums (OCC)   |         |

| Regiune | Certificări  | Vânzări    |
| --- | ------------ | ---------- |
| Australia (ARIA) | Gold         | 35.000^    |
| Indonesia (ASIRI) | 20× Platinum | 1,000,000* |
| Irlanda (IRMA) | 15× Platinum | 225.000x   |
| Mexic (AMPROFON) | Gold         | 75.000^    |
| Malaysia (RIM) | 8× Platinum  | 400,000*   |
| Olanda (NVPI) | Gold         | 50.000^    |
| Noua Zeelandă (RMNZ) | 3× Platinum  | 45.000^    |
| Philippines (PARI) | 5× Platinum  | 500,000    |
| Suedia (GLF) | Gold         | 40.000^    |
| Regatul Unit (BPI) | 5× Platinum  | 1,500,000^ |
| Sumar |              |            |
| Europa (IFPI) | 2× Platinum  | 2.000.000* |
| Worldwide |              | 5,000,000  |
| *cifrele de vânzări sunt bazate pe un singur certificat ^cifrele cargo sunt bazate pe un singur certificat xcifrele nespecificate sunt bazate pe un singur certificat |              |            |

1. ↑  „ARIA Charts – Accreditations – 2000 Albums”. Australian Recording Industry Association.
2. 1 2 3 4 5
3. ↑  „Certificaciones –” (în spaniolă). Asociación Mexicana de Productores de Fonogramas y Videogramas.
4. ↑  „Dutch album certifications – Westlife – Westlife” (în olandeză). Nederlandse Vereniging van Producenten en Importeurs van beeld-en geluidsdragers.
5. ↑  „New Zealand album certifications – Westlife – Westlife”. Recording Industry Association of New Zealand.
6. ↑  „Guld- och Platinacertifikat − År 1999” (PDF) (în suedeză). IFPI Suedia.
7. ↑  „British album certifications – Westlife – Westlife”. British Phonographic Industry. Enter Westlife in the field Search. Select Title in the field Search by. Select album in the field By Format. Click Go
8. ↑  „IFPI Platinum Europe Awards – 2000”. International Federation of the Phonographic Industry.